# Adrian Platzgummer
Adrian Platzgummer (Hall in Tirol, 10 maggio 1995) è un giocatore di football americano ed ex bobbista austriaco.

## Football americano
Di ruolo wide receiver, gioca fin dagli esordi nei Tirol Raiders, con i quali ha vinto 6 titoli nazionali, 3 CEFL Bowl e 2 ECTC. Ha seguito i Raiders nel passaggio alla lega semiprofessionistica ELF.
Ha vinto il campionato europeo con la nazionale Under-19 ed è stato vicecampione continentale con quella maggiore.
Suo fratello Sandro è stato membro della practice squad dei New York Giants.

## Bob
Ha praticato il bob fra il 2015 e il 2019, partecipando al mondiale giovanile 2016 in cui ha raggiunto il quarto posto nel bob a 4. Ha inoltre partecipato al mondiale 2016-2017 e all'europeo 2019.